# 赫特福德郡
赫特福德郡（英語：Hertfordshire，簡稱：Herts），英國英格蘭東部的郡。赫特福德是郡治。以人口計算，代科勒姆是第1大自治市鎮（Borough），聖奧爾本斯市和區是第2大自治市鎮，第1大（亦是唯一一個）城市；赫默爾亨普斯特德是第1大鎮（Town），沃特福德是第2大鎮，斯蒂夫尼奇是第3大鎮，聖奧爾本斯是第4大鎮。
赫特福德郡實際管轄10個非都市區，因為沒有包含單一管理區，無論把它看待為名譽郡還是非都市郡，其人口和面積都分別是1,058,600和1,643平方公里。

## 行政區劃

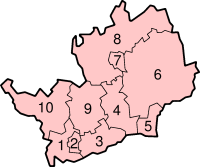
1. 三河
2. 沃特福德
3. 赫茨米爾
4. 韋林哈特菲爾德
5. 布羅克斯本
6. 赫特福德郡東
7. 斯蒂夫尼奇
8. 赫特福德郡北
9. 聖奧爾本斯市和區
10. 代科勒姆

赫特福德郡實際管轄10個行政區：三河、沃特福德、赫茨米爾、韋林哈特菲爾德、布羅克斯本、赫特福德郡東、斯蒂夫尼奇、赫特福德郡北、聖奧爾本斯市和區、代科勒姆 。

## 地理
下圖顯示英格蘭48個名譽郡的分佈情況。赫特福特郡，東北與劍橋郡相鄰，東與埃塞克斯郡相鄰，南與大倫敦相鄰，西與白金漢郡相鄰，西北與貝德福德郡相鄰。
赫特福德的主要城鎮、市區／郊區如下圖所示：